# Manndl
Das Manndl ist ein 1889 m ü. NHN hoher Nebengipfel des Waxensteinmassivs im Wettersteingebirge.

## Lage und Umgrenzung
Das Manndl befindet sich im Waxensteinkamm, etwa 2,2 Kilometer südlich des Ortes Grainau, und stellt dabei dessen nördliches Ende dar. Am Fuß der steil abfallenden felsigen Nordwand erstreckt sich zwischen diesem und Grainau der vergleichsweise flach abfallende Stangenwald. Im Osten befindet sich das Höllental mit Höllentalklamm. Richtung Südwesten erstreckt sich mit einer Länge von 3,2 Kilometern der Waxensteinkamm.
Das Manndl kann aufgrund seiner äußerst geringen Dominanz und Schartenhöhe von ca. 14 Metern nicht als eigenständiger Gipfel angesehen werden und gilt vielmehr als Nebengipfel des Waxensteins.

## Karten
- Alpenvereinskarte 1:25.000, Blatt 4/2, Wetterstein- und Mieminger Gebirge
- Kompass Wander-, Bike und Skitourenkarte: Blatt 25 Zugspitze, Mieminger Kette (1:50.000). Kompass-Karten, Innsbruck 2008, ISBN 978-3-85491-026-8